# Basilica di Nostra Signora di Guadalupe e San Filippo
La basilica di Nostra Signora di Guadalupe e San Filippo in Via Aurelia è una chiesa di Roma, nel suburbio Aurelio, in via Aurelia. È la chiesa nazionale del Messico.

## Storia
Essa fu costruita fra il 1955 ed il 1958 su progetto dell'architetto Gianni Mazzocca ed è stata consacrata dal cardinale vicario Clemente Micara il 12 dicembre 1958.
La chiesa è sede parrocchiale, istituita il 22 settembre 1960 con decreto del cardinale vicario Clemente Micara, ed affidata ai Legionari di Cristo, che ne sono i proprietari. Il 15 gennaio 1991 papa Giovanni Paolo II l'ha elevata alla dignità di basilica minore.
È la sede del titolo cardinalizio di Nostra Signora di Guadalupe e San Filippo Martire in Via Aurelia, istituito da papa Giovanni Paolo II il 28 giugno 1991.
Il martire è San Filippo di Gesù, al secolo Felipe de las Casas (Città del Messico, 1572 – Nagasaki, 5 febbraio 1597), un religioso francescano, missionario e santo messicano; fu il primo santo nativo del Messico a essere canonizzato, perciò detto anche protomartire messicano.

## Descrizione
L'edificio con una commistione di stili rappresenta un periodo di transizione verso l'architettura moderna, di cui vengono utilizzate le tecniche, ma senza abbandonare i canoni della tradizione. 
La facciata, con un profilo neoromanico, che evidenzia una ripartizione in tre navate, la centrale marcatamente più alta, ha un portale tripartito con tre archi parabolici, tutto concentrato nel corpo centrale e sovrastato da un rosone di forma ottagonale. All'ampia superficie liscia è dato un movimento dalle losanghe di travertino del rivestimento, disposte alternativamente in fila e in diagonale. 
All'interno le navate sono divise da esili pilastri, su cui poggiano travi di cementi armato che con una soluzione strutturale piuttosto ardita lasciano un vuoto al posto del capitello e si piegano a gomito sia lateralmente per sorreggere la copertura della navata esterna, sia longitudinalmente a sorreggere le pareti superiori, in cui si aprono finestre. Il presbiterio è separato dalla navata da un arco trionfale a tutto sesto; questo ripete l'arco dell'abside, che a sua volta incornicia un mosaico raffigurante sette stelle disposte a raggiera attorno all'effigie di Nostra Signora di Guadalupe. Alla base della raggiera è il tabernacolo.